# Zarrowboneh
Zarrowboneh (persiska: زَربُنِه, زرّوبنه) är en ort i Iran.   Den ligger i provinsen Kurdistan, i den nordvästra delen av landet, 500 km väster om huvudstaden Teheran. Zarrowboneh ligger 1 266 meter över havet och antalet invånare är 144.
Terrängen runt Zarrowboneh är kuperad åt nordost, men åt sydväst är den bergig. Zarrowboneh ligger nere i en dal. Runt Zarrowboneh är det ganska tätbefolkat, med 93 invånare per kvadratkilometer. Närmaste större samhälle är Bāneh, 16,2 km öster om Zarrowboneh. Trakten runt Zarrowboneh består i huvudsak av gräsmarker.